# Trulli Tales: Kalandok Süvegfalván
A Trulli Tales: Kalandok Süvegfalván (eredeti cím: Trulli Tales) 2017 és 2019 között vetített francia–kanadai–olasz 2D-s flash animáció kalandsorozat, amelyet Maria Elena Congedo és Fiorella Congedo alkotott.
A műsort először Brazíliában mutatták be 2017. október 17-én a Gloobinhon. Olaszországban 2017. december 11-én mutatták be a Disney Junior. Magyarországon a Disney+ mutatta be 2022. június 14-én.

## Ismertető
Trullilandben négy gyerek és egy tanár Sütinagyi szakácskönyvéből tanulnak meg főzni. De amikor Rézüst megpróbálja ellopni, a négy gyereknek Gyűrűnek, Csillagnak, Napnak és Holdnak meg kell akadályoznia a pálcájukból származó varázserővel.

## Szereplők

### Főszereplők
| Szereplő    | Eredeti hang     | Magyar hang       | Leírás |
| ----------- | ---------------- | ----------------- | --- |
| Gyűrű       | Eleanor Noble    | Pupos Tímea       | A csoport vezetője. Nagylelkű és kedves, de tud magabiztos és hiú is lenni. Jól főz, és ő választja ki a hozzávalókat minden recepthez.                                                |
| Hold        | Sonja Ball       | Sipos Eszter Anna | A csapat sportolója. Kedves és vicces, de néha kedvetlennek és türelmetlennek bizonyul. Gyűrű által kiválasztott alapanyagok darálásával, turmixolásával, darabolásával foglalkozik.   |
| Csillag     | Sonja Ball       | Csuha Bori        | A csoport leghangulatosabb tagja. Bár sokszor elég figyelmetlen, szétszórt, hanyag, gyerekes és naiv, tud jófej, kedves, érzékeny, udvarias és édes lenni. A díszítésben tehetségeses. |
| Sütinagyi   | Sonja Ball       | Szórádi Erika     | A varázsszakácskönyv megalkotója. |
| Nap         | Nahanni Mitchell | Molnár Ilona      | Nagyon határozott, intelligens, de tud érzékeny és makacs is lenni. Ő gondoskodik az ételek főzéséről.                                                                                 |
| Zsemle néni | Eleanor Noble    | Nádorfi Krisztina | A Süveg királysági pékség tulajdonosa és a varázsszakácskönyv őrzője. |

### Gonoszok
| Szereplő | Eredeti hang      | Magyar hang      | Leírás                                                                                 |
| -------- | ----------------- | ---------------- | -------------------------------------------------------------------------------------- |
| Rézüst   | Richard M. Dumont | Schneider Zoltán | Mindig megpróbálja ellopni a varázsszakácskönyvet. Mindig azzal kérkedett, hogy zseni. |
| Athenina | Jennifer Seguin   | Szabó Zselyke    | Rézüst házi baglya.                                                                    |

### Mellékszereplők
| Szereplő    | Eredeti hang      | Magyar hang   | Leírás               |
| ----------- | ----------------- | ------------- | -------------------- |
| Terry       | Sonja Ball        | Tarr Judit    | Pók.                 |
| Lu          | Angela Galuppo    | Szabó Luca    | Csiga.               |
| Süvegkirály | Terrence Scammell | Forgács Gábor | A birodalom királya. |

### Magyar változat
- Főcímdal: Hermann Lilla
- Magyar szöveg: Sipos Lánc Brigitta
- Dalszöveg: Szente Vajk
- Zenei rendező: Weichinger Kálmán
- Szinkronrendező: Dezsőffy Rajz Katalin

A szinkront az SDInMedia Hungary készítette.

## Epizódok
| #   | #   | Angol cím                      | Magyar cím | Olasz premier      | Magyar premier   |
| --- | --- | ------------------------------ | ---------- | ------------------ | ---------------- |
| 1.  | 1.  | Humble Pie                     |            | 2017. december 11. | 2022. június 14. |
| 2.  | 2.  | The Victorious Pound Cake      |            | 2017. december 12. | 2022. június 14. |
| 3.  | 3.  | Princess for a Day             |            | 2017. december 13. | 2022. június 14. |
| 4.  | 4.  | Curiosity Banana Souffle       |            | 2017. december 14. | 2022. június 14. |
| 5.  | 5.  | Perfume for Miss Frisella      |            | 2017. december 15. | 2022. június 14. |
| 6.  | 6.  | Sincere Stromboli              |            | 2017. december 16. | 2022. június 14. |
| 7.  | 7.  | A Genie's Plan                 |            | 2017. december 17. | 2022. június 14. |
| 8.  | 8.  | Sun's Lost Notebook            |            | 2017. december 18. | 2022. június 14. |
| 9.  | 9.  | Big Bad Breath                 |            | 2017. december 19. | 2022. június 14. |
| 10. | 10. | Friendship Tea                 |            | 2017. december 20. | 2022. június 14. |
| 11. | 11. | Whack-A-Hole                   |            | 2017. december 21. | 2022. június 14. |
| 12. | 12. | Brave Fruit Salad              |            | 2017. december 22. | 2022. június 14. |
| 13. | 13. | Coppercat                      |            | 2018. március 3.   | 2022. június 14. |
| 14. | 14. | Kingly Cake                    |            | 2018. március 4.   | 2022. június 14. |
| 15. | 15. | Patient Pudding                |            | 2018. március 10.  | 2022. június 14. |
| 16. | 16. | Dragonina                      |            | 2018. március 11.  | 2022. június 14. |
| 17. | 17. | Phantom Pumpkin Cake           |            | 2018. március 17.  | 2022. június 14. |
| 18. | 18. | Don't Waste Food               |            | 2018. március 18.  | 2022. június 14. |
| 19. | 19. | Hero by Mistake                |            | 2018. március 24.  | 2022. június 14. |
| 20. | 20. | S.O.S. Milkshake               |            | 2018. március 25.  | 2022. június 14. |
| 21. | 21. | A Sticky Situation             |            | 2018. március 31.  | 2022. június 14. |
| 22. | 22. | Pizzaica                       |            | 2018. április 1.   | 2022. június 14. |
| 23. | 23. | Treasure Omelet                |            | 2018. április 7.   | 2022. június 14. |
| 24. | 24. | Babble Apple                   |            | 2018. április 8.   | 2022. június 14. |
| 25. | 25. | Wise Margherita Pizza          |            | 2018. április 14.  | 2022. június 14. |
| 26. | 26. | Beards for One, Beards for All |            | 2018. április 15.  | 2022. június 14. |
| 27. | 27. | Crazy Carrot Muffins           |            | 2018. április 21.  | 2022. június 14. |
| 28. | 28. | False Alarm                    |            | 2018. április 22.  | 2022. június 14. |
| 29. | 29. | Sorbet on Ice                  |            | 2018. június 13.   | 2022. június 14. |
| 30. | 30. | Gingerbread Castle             |            | 2018. július 17.   | 2022. június 14. |
| 31. | 31. | Pie of Truth                   |            | 2018. július 2.    | 2022. június 14. |
| 32. | 32. | Clock-A-Doodle-Doo             |            | 2018. július 11.   | 2022. június 14. |
| 33. | 33. | Kaboom Cake                    |            | 2018. július 14.   | 2022. június 14. |
| 34. | 34. | Oscar's Nose                   |            | 2018. július 14.   | 2022. június 14. |
| 35. | 35. | The New Kid in Class           |            | 2018. július 17.   | 2022. június 14. |
| 36. | 36. | Mega Giga Burger               |            | 2018. július 17.   | 2022. június 14. |
| 37. | 37. | A Trulli Fairy Emergency       |            | 2018. július 18.   | 2022. június 14. |
| 38. | 38. | Olympiads                      |            | 2018. július 18.   | 2022. június 14. |
| 39. | 39. | Oil of Fame                    |            | 2018. július 19.   | 2022. június 14. |
| 40. | 40. | Oil of Fame                    |            | 2018. július 20.   | 2022. június 14. |
| 41. | 41. | The Rabbit Affair              |            | 2018. július 21.   | 2022. június 14. |
| 42. | 42. | Mousey                         |            | 2018. július 22.   | 2022. június 14. |
| 43. | 43. | Guilty Gressini                |            | 2018. július 22.   | 2022. június 14. |
| 43. | 44. | Copperfly                      |            | 2018. július 23.   | 2022. június 14. |
| 45. | 45. | The King's Donkey              |            | 2018. július 23.   | 2022. június 14. |
| 46. | 46. | Stella's Ribbon                |            | 2018. július 24.   | 2022. június 14. |
| 47. | 47. | Tarallini's Day                |            | 2018. július 24.   | 2022. június 14. |
| 48. | 48. | Cloudy with a Chance of Onions |            | 2018. július 25.   | 2022. június 14. |
| 49. | 49. | New Oil Day                    |            | 2018. július 25.   | 2022. június 14. |
| 50. | 50. | Mazu Takes a Chance            |            | 2019. február 9.   | 2022. június 14. |
| 51. | 51. | I Wand to Bread Free           |            | 2019. február 14.  | 2022. június 14. |
| 52. | 52. | I Wand to Bread Free           |            | 2019. február 14.  | 2022. június 14. |

## A sorozat készítése
A sorozat gyártója a Fandango TV, a Congedo CulturArte, a Rai Fiction, a Gaumont Animation és a Groupe PVP. A sorozatot a Congedo által kiadott könyv ihlette.
A műsort a The Walt Disney Company rendelte meg Disney Junior csatornái számára az EMEA régiókban.